# 突牙鯒
突牙鯒，為輻鰭魚綱鮋形目牛尾魚科的其中一種。分布於東印度洋區的西澳洲海域，屬底棲性魚類，棲息深度在水深6至7公尺，喜砂泥質海底，以小魚、甲殼類為食。